# 上津村 (島根県)
上津村（かみつむら）は、島根県簸川郡にあった村。現在の出雲市上島町、船津町、西谷町にあたる。

## 地理
- 河川：斐伊川[2]

## 歴史
- 1889年（明治22年）4月1日、町村制の施行により、神門郡上島村、船津村が合併して村制施行し、上津村が発足[1][3]。
- 1896年（明治29年）4月1日、郡の統合により簸川郡に所属[3]。
- 1920年（大正9年）村内の大部分に電灯がつく[1]。
- 1923年（大正12年）有限責任上津村信用組合設立[1]。
- 1936年（昭和11年）上津郵便局開設[1]。
- 1941年（昭和16年）11月3日、飯石郡一宮村の大字高窪字西谷を編入[1][3]。
- 1955年（昭和30年）3月22日、出雲市に編入され廃止[1][3]。

### 地名の由来
合併村名の漢字各一文字を組み合わせたもの。

## 産業
- 農業[4]